# Груповий позов
Групови́й по́зов — одна з форм судового процесу, у якому велика група людей колективно подає позов до суду, до відповідача, причому від імені такої групи може виступати третя особа, що діє у її інтересах. За допомогою позову захищаються інтереси суспільства або права та інтереси великої групи осіб з однаковими вимогами, що подається одним або декількома суб'єктами (представниками групи), які виступають у судовому процесі самостійно за всю групу та від її імені (щодо невизначеного кола заінтересованих осіб). У науковій доктрині відмічається, що груповий позов є синтезом двох процесуальних інститутів — співучасті (без залучення всіх співучасників) та представництва (за відсутності формальних повноважень).
У світі є дві класичні моделі групових (колективних) позовів. Opt-in — позов подається на користь тих осіб, які заявили про порушення права та виявили бажання приєднатися до позову. Модель opt-out дозволяє комусь одному подати позов на користь усіх зацікавлених осіб, визначених за певним критерієм, наприклад, усіх мешканців міста, а відповідні мешканці можуть заявити про небажання своєї участі. Тобто opt-in — захищає тих, хто приєднався, а opt-out — тих, хто не відмовився від захисту.

## Групові позови
Інститут групових позовів в Україні є доволі новою практикою. На сьогоднішній день в Україні відсутній спеціальний закон, який регулює процедури звернення з груповими позовами до суду та їх розгляду. Окремі норми матеріального права дозволяють ініціювати позови, що містять ознаки групових, зокрема стаття 21 Закону України «Про охорону навколишнього природного середовища», стаття 25 Закону України «Про захист прав споживачів», стаття 29 Закону України «Про рекламу». Ці позови ініціюються однією особою — Неурядовою організацією (НУО) на користь та для захисту прав інших осіб. Головним критерієм для звернення з груповим позовом є наявність доказів порушення прав значної кількості осіб одним і тим самим діянням та/або подією. Такі позови розглядаються за загальною судовою процедурою.
Більшість позовів, які мають ознаки групових, в Україні ініціюються за моделлю opt-in та переважно у сфері захисту екологічних прав громадян. Модель opt-in передбачає приєднання всіх зацікавлених членів групи до ініціатора позову на момент подання відповідного позову. Спеціального порядку та строків приєднання осіб після відкриття провадження у справі законодавством не встановлено, законодавство не містить вимог щодо мінімальної кількості постраждалих осіб для ініціювання групового позову та не передбачає попереднє погодження судом наявності класу таких постраждалих осіб.
Модель opt-out перебуває у стадії формування судової практики. Можливості ініціювання позовів opt-out надав Верховний Суд шляхом визнання можливості їх подання у сфері захисту невизначеного кола прав споживачів (постанова Великої Палати Верховного Суду від 23.03.2021 у справі № 367/4695/20), проте приклади остаточного вирішення подібних спорів в Україні відсутні.
Вирішальне значення для формування інституту групових позовів в Україні визначила практика Верховного Суду, висновки якої щодо застосування норм права мають обов'язковий характер та формують правовий прецедент для судової практики. Верховний Суд комплексно підійшов до питання тлумачення вищезазначених норм права, визначивши як можливість ініціювання в Україні групових (колективних) позовів, так і їхню юрисдикцію:
- постанова Великої Палати Верховного Суду від 11.12.2018 у справі № 910/8122/17[7], якою підтверджено можливість громадській природоохоронній організації подавати відповідні позови на користь невизначеного кола осіб на захист прав суспільства в екологічній сфері;
- постанова Касаційного цивільного суду у складі Верховного суду від 19.03.2020 у справі № 754/8602/18[8], якою встановлено, що громадська природоохоронна організація для ініціювання групового (колективного) позову на користь своїх членів щодо компенсації заподіяної внаслідок порушення екологічного законодавства шкоди діє як самостійна особа не в межах інституту представництва потерпілих, у зв'язку з чим не повинна надавати документи на представництво повноважень потерпілих;
- постанова Великої Палати Верховного Суду від 15.06.2021 у справі № 904/6125/20[9], якою надано чіткі відповіді на питання щодо способу подання, суб'єктного складі та юрисдикції у групових (колективних) позовах щодо компенсації шкоди, заподіяної порушенням екологічного законодавства: ініціатором такого групового позову має виступати громадська природоохоронна організація, яка діє від свого імені, але на користь своїх членів — постраждалих осіб внаслідок приєднання їх до такої організації; сторонами у справі є громадська природоохоронна організація як позивач та особи, винні у заподіянні шкоди як відповідачі, тоді як постраждалі особи, на користь яких подано позов, не є учасниками такого судового процесу; такі спори підлягають розгляду у порядку цивільного судочинства.

Крім того, важливе значення для розвитку інституту групових (колективних) позовів мають висновки, викладені в мотивувальній частині рішення Конституційного Суду України від 28.11.2013 № 12-рп/2013, згідно яких громадська організація може захищати немайнові та майнові права як своїх членів, так і права інших осіб, які звернулися за захистом, лише у разі, якщо такі повноваження передбачені у статутних документах громадської організації та є присутнім спеціальний закон, що надає громадській організації таке право.

## Практика розгляду групових позовів в Україні
В Україні розгляд групових позовів було розпочато кілька років тому, а тому судова практика не така масштабна, як в інших країнах світу. Проте, напрацювання у цій сфері, створені командою GRECO Law Company під керівництвом Куфтирєва П.В. і сформована на базі цих напрацювань прецедентна практика Верховного Суду, започаткували практичну реалізацію даного інституту.
Найбільшого поширення групові позови набули у сфері екології, оскільки саме з таких позовів було розпочато шлях імплементації міжнародного досвіду та інституту групових позовів в українську судову систему.

### Груповий позов постраждалих від Васильківської трагедії
До початку збройної агресії Росії, пожежа на Васильківській нафтобазі була найбільшою екологічною катастрофою в Україні з часів Чорнобиля. Двотижнева пожежа на нафтобазі з 14 тисячами тонн нафтопродуктів призвела до загибелі 6 осіб та травмування 15 осіб.
Восени 2016 року була зареєстрована громадська організація «Фонд подолання наслідків Васильківської трагедії» (далі — Васильківський фонд), під керівництвом відомого в Україні громадського діяча Верника О.І. для забезпечення захисту прав постраждалих від цієї трагедії та за чотири місяці до неї приєдналися кілька тисяч членів.
Адвокатами GRECO Law Company під керівництвом Куфтирєва П.В., здійснено повний юридичний супровід подання та судового розгляду першого в Україні групового (колективного) позову, ініційованого на користь своїх 2 225 членів, до понад 60 юридичних осіб, відповідальних за ведення господарської діяльності, що призвела до Васильківської трагедії. Предметом позовних вимог було стягнення моральної шкоди, заподіяної мешканцям Василькова у загальній сумі 2 700 000 000 грн. (близько USD 100 000 000 на дату розгляду позову).
Влітку 2018 року було подано груповий (колективний) позов до суду. Після відкриття провадження, Деснянським районним судом міста Києва, 14.09.2018 було накладено арешт на все рухоме та нерухоме майно відповідачів у межах ціни позову.
Восени 2020 року, через три роки після подання позову та після сотні судових засідань, з частиною відповідачів було досягнуто мирової угоди, затвердженої ухвалою суду від 03.11.2020 на умовах ex gratia (на загальну суму 1 млн доларів США) . Враховуючи особливості судового та виконавчого провадження в Україні, мирова угода на даний момент є оптимальним варіантом для обох сторін.
Згідно з мировою угодою, потерпілим було виплачено 22 000 000 грн (близько 800 000 доларів США), що становило по 10 000 гривень на кожну з більш ніж 2 000 осіб.
Позовні вимоги щодо інших відповідачів, які не брали участь у підписанні мирової угоди, перебувають на розгляді суду першої інстанції.

### Груповий позов проти Миколаївського глиноземного заводу
Громадською організацією був ініційований груповий (колективний) позов на користь своїх 1 279 членів до ТОВ «Миколаївський глиноземний завод» про компенсацію моральної шкоди, заподіяної членам організації внаслідок незаконного поховання червоного шламу та його шкідливого впливу на екологію та життєдіяльність людини.
Юридичний супровід цього групового позову також здійснюється адвокатами команди GRECO Law Company.
Груповий (колективний) позов був ініційований проти найбільшого забруднювача та утворювача небезпечних відходів півдня України. Внаслідок господарської діяльності заводу утворюються токсичні відходи — червоні шлами, які захоронюються у двох шламосховищах МГЗ. Загальний обсяг задекларованого заводом червоного шламу становить понад 47 млн тонн, тоді як реальний обсяг захоронення відходів жодним компетентним органом України ніколи не контролювався. Сховища відходів не забезпечують безпечного поховання відходів червоного шламу, у зв'язку з чим трапляються пилові бурі, що забруднюють довкілля на відстані десятків кілометрів від шламосховищ. Саме в зоні діяльності МГЗ спостерігалася динаміка різкого (до 300 %) збільшення захворювань та смертності від онкології, незважаючи на динаміку зменшення даних показників в інших районах Миколаївської області та в цілому по Україні.
Рішенням Заводського районного суду м. Миколаєва від 26.05.2021 позов було задоволено, суд присудив стягнути з МГЗ на користь Громадської організації «Стоп Шлам» 9 800 000 000 грн. (понад USD 300 000 000) компенсації моральної шкоди, заподіяної порушенням природоохоронного законодавства 1 279 членам організації, по 7 200 000 грн. (понад USD 240 000) на кожного з членів організації.
Постановою Миколаївського апеляційного суду від 14.12.2021 рішення суду першої інстанції було скасовано. На даний момент справа перебуває на розгляді Верховного Суду.

## Узагальнення Верховного суду щодо практики групових позовів
Презентацію огляду Верховного Суду з практики групових позовів в Україні, на тему «Пошук оптимальної конструкції захисту певного кола осіб (representative actions)», проведено під час Круглого столу «Перспективи запровадження групових позовів в Україні», що відбувся в онлайн-режимі 27.01.2023. Ініціаторами Круглого столу виступили: EU Project Pravo-Justice і Асоціація адвокатів України (далі — ААУ).
Суддя Касаційного цивільного суду у складі Верховного Суду Василь Крат виступаючи з доповіддю на тему «Пошук оптимальної конструкції захисту певного кола осіб (representative actions)» зауважив, що «Конструкція групового позову більше притаманна англосаксонській правовій традиції, тому намагання впровадити її застосування в континентальній традиції іноді наштовхуються на певне несприйняття та нерозуміння. Водночас, зазначив доповідач, європейський підхід полягає в розширенні сфери групових позовів за межі регулювання захисту прав споживачів, але з урахуванням правової традиції окремих держав. Застосування інституту групових позовів може бути ефективне з точки зору зменшення навантаження на судову систему. Наявний приватно-правовий інструментарій уже дозволяє використовувати інститут групових позовів осіб, заощаджувати час, забезпечувати процесуальну економію».
У презентованій доповіді стосовно актуальної судової практики Верховного Суду щодо стану розгляду групових позовів, зокрема, поданих громадськими організаціями в інтересах своїх членів, наведені рішення Верховного Суду, в яких вирішувалися питання розгляду групових позовів, серед яких два практичні кейси, які супроводжувались GRECO Law Company: справа № 754/8602/18 (позов ГО «Фонд подолання наслідків Васильківської трагедії») та справа № 487/6970/20 (позов ГО «Стоп Шлам»).

## Законодавчі ініціативи
В українському правовому полі є всі можливості для подання групового позову, але щоб вивести їх на якісно новий рівень, потрібні законодавчі зміни.
Борис Малишев— партнер Greco Law Company з ініціативи Greco Law Company під егідою керівного партнера Куфтирєва П.В., виступив співавтором єдиного, за всю історію незалежності України, законопроекту про групові позови — проекту Закону України «Про внесення змін до деяких законодавчих актів України стосовно групових позовів про захист прав споживачів, права на безпечне для життя та здоров'я довкілля»(законопроект № 10292).
Особисто Малишев Б.В. зазначав, що після суттєвого оновлення змісту Цивільно-процесуального кодексу України два роки тому, відкритим залишилося питання запровадження особливого порядку розгляду справ щодо захисту прав та законних інтересів численних груп осіб.
Законопроектом передбачено, що фізична особа (позивач-ініціатор) або громадська організація мають право звернутися до суду з позовом про захист прав та інтересів групи осіб без їх процесуальної участі у розгляді справи (груповий позов).
Груповий позов може бути поданий виключно про захист прав споживачів, права на безпечне для життя та здоров'я навколишнє середовище, та містити вимоги про припинення порушення прав, а також щодо відшкодування майнової та моральної шкоди. Груповий позов не є формою процесуальної співучасті.
Позов вважається груповим, якщо:
1. До позову позивача-ініціатора приєдналося не менше 25 фізичних осіб з ідентичними вимогами, що ґрунтуються на аналогічних підставах, до одного або кількох відповідачів;
2. Громадська організація, у випадках встановлених законом, звернулася до суду з позовом, до якого приєдналося не менше 25 осіб, які є її членами, з однотипними вимогами, що ґрунтуються на аналогічних підставах, до одного або кількох відповідачів.

Позивач-ініціатор може подавати груповий позов з можливістю додаткового приєднання до нього осіб, які відносяться до групи й права та законні інтереси яких захищаються позовом (відкритий груповий позов), або без такої можливості.
Позивач-ініціатор без довіреності представляє інтереси учасників групи на підставі заяв фізичних осіб про приєднання (про додаткове приєднання) до групового позову або рішення більшості учасників групи, яке оформлюється протоколом зборів і подається до суду за підписами тих, хто проголосував за таке рішення.
Проект визначає особливості всіх стадій судового процесу за груповими позовми, починаючи з відкриття провадження і закінчуючи винесенням рішення у справі . У разі задоволення позову присуджені платежі розподіляються згідно з попередніми домовленостями або укладеної угоди або на умовах, що публікуються в оголошенні про відкриття провадження по справі по відкритому груповому позову.
Крім того, як зазначено в пояснювальній записці із законопроекту № 10292 інститут групового позову дозволяє громадськості за допомогою застосування інструментів судового позову контролювати екологічно небезпечні підприємства, і навіть контролювати якість товарів та послуг. Груповий позов в умовах розвиненого демократичного суспільства може частково замінити функціонування численних бюрократичних контролюючих державних структур, оскільки в такому разі моніторинг стану дотримання законодавства у сфері захисту прав споживачів та екологічних прав здійснюється учасниками відповідних правовідносин.
Ухвалення такого закону може суттєво наблизити законодавство України до правових систем таких країн Європейського Союзу, як Швеція, Португалія, Іспанія, Фінляндія, Норвегія, Данія, Франція, де інститут групового (колективного) та представницького позову успішно існує вже протягом тривалого часу. Україна, декларуючи свої європейські прагнення, має запозичувати найкращі судові практики та процесуальні зразки у власне правове поле та тим самим наближатися до світових тенденцій розвитку правосуддя.
Групові позови в Україні, у разі успіху в майбутньому, виконуватимуть кілька функцій: забезпечуватимуть справедливу компенсацію постраждалим; будуть стимулом для забруднювачів впроваджувати сучасні технології, а виробникам — уникати недобросовісної ділової практики, що порушує права споживачів; стимулюватимуть українське законодавство до прийняття кардинальних змін. Все це позитивно вплине як на стан здоров'я та самопочуття населення України в цілому, так і на навколишнє середовище, наблизить Україну до повноцінної реалізації концепції сталого розвитку.

## Роль Куфтирєва П.В. у розвитку інституту групових позовів в Україні
Як згадує Верник О.І., голова Громадської організації «Фонд подолання наслідків Васильківської трагедії», заснованої після Васильківської трагедії та першою групою, що подала груповий (колективний) позов в Україні:
|  | Свого часу Павло Куфтирєв, мій студент і добрий друг, дуже креативний юрист з комплексним баченням вирішення будь-якої проблеми, розповів мені про ідею впровадження інституту групових позовів в Україні. І саме він активно допомагав мені та консультував з юридичних питань, а також запропонував ідею подання групового позову на підставі статті 21 Закону України «Про охорону навколишнього природного середовища». |

Ідея подання саме групових позовів в Україні у Куфтирєва П.В. з'явилася внаслідок глибокого вивчення законодавства та судової практики зарубіжних країн, таких як: США, Австралія та Швеція. Законодавчі акти про групові позови цих країн, під керівництвом та загальною редакцією Куфтирєва П.В., вперше були перекладені, а пізніше екстрапольовані в українську практику.
|                             | У ситуації, коли порушено права багатьох громадян чи коло постраждалих одразу встановити неможливо, колективні позови – єдиний дієвий спосіб захисту прав. Колективні позови в Україні – спосіб об'єднувати зусилля людей для вирішення спільних проблем. |
| — за словами Куфтирєва П.В. | |

Так, завдяки проведеній роботі Куфтирєва П.В. та команди Greco Law Company в українській судовій практиці з'явився перший груповий позов від Громадської організації «Фонд подолання наслідків Васильківської трагедії» із мировою угодою на 1 мільйон доларів, і в подальшому ще один великий позов від Громадської організації «Стоп Шлам», а також, що є найголовнішим — відповідна судова практика, на підставі якої інші особи можуть звертатися із подібними позовами до суду.
Крім того, Куфтирєв П.В. продовжує активно працювати над розвитком інституту групових позовів в Україні, виступаючи з відповідними темами доповідей на конференціях, семінарах, круглих столах та форумах:
- Участь у міжнародній науково-практичній конференції «Продовольча та екологічна безпека у воєнний та післявоєнний час: правові виклики для України та світу» з доповіддю на тему «Забезпечення екологічної безпеки шляхом подання групових екологічних позовів»[29];
- Участь у конференції «Відшкодування шкоди, завданої внаслідок війни» з доповіддю на тему «Механізми відшкодування шкоди та міжнародний досвід»[30];
- Участь у науково-практичній конференції «Актуальні питання судової психологічної експертизи у справах за позовами про відшкодування моральної шкоди» з доповіддю на тему «Проблемні аспекти визначення розміру моральної шкоди при розгляді колективних позовів»[31];
- Онлайн-дискусія. Компенсаційний фронт: народ України vs путінська росія[32];
- Лекція для представників професорсько-викладацького складу, кафедр екологічного, земельного, аграрного права провідних вузів України та аспірантів про власний досвід першого прецеденту успішного групового екологічного позову в Україні[33];
- Участь у V Харківському міжнародному юридичному форумі «Еколого-правові аспекти сталого розвитку» з доповіддю на тему: «Перший прецедент групового еко-позову в Україні: правова позиція та перспективи розвитку class action»[34];
- Участь у IV Судовому Форумі Асоціації адвокатів України з доповіддю на тему «Груповий позов (колективний, класовий, „class action“) — дієвий механізм захисту екологічних прав»[35];
- Участь модератором у V Судовому Форумі Асоціації адвокатів України (Сесія ІІ на тему «Судовий процес в умовах воєнного стану»)[36].

|                             | Перспектива впровадження у процесуальне законодавство України інститутів групового позову не є теоретичною примхою академічної спільноти чи активної громадськості щодо адаптації “модного” інституту англоамериканського права, а прямо випливає з тенденції розвитку європейського регулювання, яке вже сьогодні реальне навіть для тих країн – членів ЄС, чия правова система та юридична думка ще нещодавно категорично заперечувала доцільність цього способу реалізації права на доступ до правосуддя. |
| — за словами Куфтирєва П.В. | |

Що стосується сфер застосування групових позовів, то, як стверджує Куфтирєв П.В., такі позови можуть використовуватись у будь-якій сфері, де стоїть питання про права великої кількості чи невизначеного кола громадян: у випадках захисту прав споживачів, коли йдеться про продукти харчування, лікарські засоби, товари медичного призначення, для споживачів фінансових послуг, вкладників або позичальників банків та інших фінансових установ, інвесторів у будівництво або просто мешканців багатоквартирних будинків, громад та окремих груп населення, акціонерів, постраждалих та тимчасово переміщених осіб, біженців внаслідок збройної агресії рф, тощо.
Інститут групових позовів в Україні перебуває на стадії розвитку, наявність вже напрацьованої судової практики достатньо для того, щоб і без спеціального закону та регулювання у процесуальному законодавстві впроваджувати цей інструмент захисту прав громадян.